# Pussy Galore (musikgrupp)
Pussy Galore var en amerikansk noiserock-grupp, skapad i Washington DC runt 1985, splittrat 1990.
Bland medlemmarna återfanns Jon Spencer som sedan bildade Jon Spencer Blues Explosion.

## Medlemmar
- Jon Spencer - sång (1985-1990)
- Julie Cafritz - gitarr, sång (1985-1989)
- Neil Michael Hagerty - gitarr, sång (1985-1990)
- John Hammil - trummor (1985-1986)
- Cristina Martinez - gitarr (1986-1888)
- Bob Bert - trummor (1986-1990)
- Kurt Wolf - gitarr (1989-1990)

## Diskografi
- 1986 - Exile on Main Street (kassett, Shove) (limiterad utgåva av 550 kopior, dock så är fyra spår från denna kassett med på Corpse Love CD)
- 1987 - Right Now! (LP, Caroline; återsläppt 1998 Matador Records/Mute Records)
- 1988 -  Dial M for Motherfucker (eller Make Them All Eat Shit Slowly, eller New Album By Pussy Galore LP, Caroline, CD-versionen innehåll Sugarshit Sharp EP; återsläppt 1998 Matador Records/Mute Records utan EP)
- 1990 - Historia De La Música Rock (LP, Caroline)

Livealbum
- 1988 - This Friday Night Only From the Hate Fuck Capitol City of the World
- 1998 - Live: In The Red (LP, sista konserten, inspelad på CBGBs, In the Red Records)

EP
- 1985 - Feel Good About Your Body (Shove)
- 1986 - Groovy Hate Fuck (Shove)
- 1986 - Pussy Gold 5000 (Shove)
- 1988 - Sugarshit Sharp (Caroline; återsläppt 1998 Matador Records/Mute Records med bonusspår)

Samlingsalbum
- 1987 - Groovy Hate Fuck (Feel Good About Your Body) (Vinyl Drip)
- 1992 - Corpse Love: The First Year (CD, Caroline)

## Videor
- Maximum Penetration VHS (19??, Atavistic Video)